# Manvantara

Manvantara em medida Hindu de tempo, em escala logarítmica.

Manvantara, Manuvantara  ou idade de Manu (o progenitor da humanidade segundo os Hindus) é um período astronômico de medição do tempo adotado no hinduísmo e na teosofia. "Manuantara", "manu-antara" ou "manvantara" (combinações das palavras manu e antara) significa, literalmente, a duração de Manu, ou a duração de sua vida.
Cada Manvantara é criado e governado por um Manu específico, que, por sua vez, é criado por Brahma, o próprio Criador no seu aspecto positivo. Manu cria o mundo e todas as suas espécies durante esse período de tempo. Cada Manvantara dura a vida de um Manu. Após sua morte, Brahma cria outro Manu para continuar o ciclo de criação ou Shristi. Vishnu, de sua parte, manifesta-se em um novo Avatar, e também um novo Indra e Saptarishis são nomeados.
Eventualmente, se leva 14 Manus e seus respectivos Manvantaras para criar um Kalpa, Aeon, ou um "Dia de Brahma", segundo o Tempo Cícliclo Hindu e também a cronologia védica. Posteriormente, no final de cada Kalpa, há um período - o mesmo Kalpa - de dissolução ou Pralaya, onde o mundo (terra e todas as formas de vida, mas não todo o universo em si) é destruído e está em um estado de repouso, que é chamado de "Noite de Brahma".
Depois que o criador Brahma inicia seu ciclo de criação mais uma vez, em um ciclo infinito de criação seguido de destruição, Shiva, o deus hindu da destruição e da renovação, é invocado para o fim do ciclo.

## Visão do Manvatara na Teosofia
Manvantara (ou Kalpa), segundo a teosofia, é o período de tempo do ciclo de existência dos planetas em que ocorre atividade. Ele dura, segundo o computo dos Brâmanes, 4 320 000 000 de anos. O período de inatividade, chamado Pralaya, tem a mesma duração.
Tomando 360 Manvantaras e igual número de Pralayas, obtém-se um "Ano de Brahman". A duração de 100 "Anos de Brahman" forma uma "Vida de Brahman", também chamado de Mahamanvantara, durando no total 311 040 000 000 000 de anos. Este é, segundo Blavatsky, o período de atividade do cosmo, seguindo-se um período de inatividade, chamado Mahapralaya, de igual duração.